# الخطوط الجوية التتارستانية رحلة 363
 طائرة رحلة رقم 363 التابعة لشركة الخطوط التتارستانية وهي من نوع بوينغ 737، كانت في رحلة من مطار دوموديدوفو الدولي في مدينة موسكو إلى مطار قازان الدولي بجمهورية تتارستان، وتحطمت في مطار قازان في 19:25 بتوقيت موسكو في 7 نوفمبر 2013، الأمر الذي أدى إلى مقتل 50 شخصاً. بعد الحادث بثلاثة أيام، قدم نواب من حزب روسيا الموحدة مشروع قانون يهدف إلى حظر الطائرات التي يزيد عمرها عن 20 عامًا، فقد بلغ عمر هذه الطائرة 23 عامًا.

## الضحايا
القائمة الكاملة للضحايا نشرت من قبل وزارة حالات الطوارئ الروسية. من بين المتوفين كان هناك إيراك مينيخانوف، ابن الرئيس التتارستاني رستم مينيخانوف، وكذلك رئيس خدمة الأمن الفدرالي لروسيا الإتحادية.
| الجنسية         | عدد الضحايا |
| --------------- | ----------- |
| روسيا           | 48          |
| المملكة المتحدة | 1           |
| أوكرانيا        | 1           |
| المجموع         | 50          |

## وصلات خارجية
- "Боинг 737-500 VQ-BBN 17.11.2013." لجنة الطيران الدولية (RU، EN) (بالروسية)
- "Внимание!" (Archive) "Attention!" (Flight 363 passenger list). Tatarstan Airlines. 17 November 2013. (بالروسية)